# 7 vite
7 vite è una sitcom italiana, trasmessa in prima visione dal 2007 al 2009 su Rai 2. È stata replicata diverse volte su Rai Premium, ma non è inclusa nella library di RaiPlay.

## Format
La sitcom è basata sul format spagnolo 7 vidas, che ha riscontrato un grande successo in Spagna (trasmesso da Telecinco nell'access prime time per dieci stagioni fino al 2007).
7 vite è stata la prima sitcom italiana (solo per la prima stagione) registrata dal vivo di fronte ad un pubblico presso il centro di produzione RAI di Napoli, come è consuetudine negli Stati Uniti d'America.

## Trama
Il protagonista della sitcom è Davide, trentenne che si risveglia miracolosamente dopo 15 anni di coma e tenta di riadattarsi alla vita quotidiana. A causa del tempo trascorso, Davide si ritrova con il carattere di un quindicenne imprigionato nel corpo di un adulto. Davide condivide l'appartamento con sua sorella Carlotta, fisioterapista dal carattere perfezionista, romantico e moralista, e con la lontana cugina Laura, ragazza snob e frivola giunta a Roma per dare una svolta alla sua vita, di cui Davide presto si innamora.
I vicini della casa di fronte sono l'ingombrante Leo, l'amico d'infanzia di Davide, e sua madre Sole. Luogo d'incontro dei protagonisti è "Il Barone Rampante", bar gestito dall'ex beat ed ora disilluso Franco. Ad aiutare Davide a ricominciare una nuova vita c'è anche l'irriverente e pungente psicologa Giovanna.

## Episodi
| Stagione         | Episodi | Prima TV |
| ---------------- | ------- | -------- |
| Prima stagione   | 50      | 2007     |
| Seconda stagione | 50      | 2009     |

## Personaggi e interpreti

### Personaggi principali
- Davide La Torre (stagioni 1-2), interpretato da Luca Seta.
- Laura Ferrari (stagioni 1-2), interpretata da Elena Barolo.
- Carlotta La Torre (stagioni 1-2), interpretata da Michela Andreozzi.
- Leopoldo Fardelli (stagioni 1-2), interpretato da Giuseppe Gandini.
- Sole Fardelli (stagioni 1-2), interpretata da Marzia Ubaldi.
- Franco Sallustri (stagioni 1-2), interpretato da Massimo Olcese.
- Giovanna (stagione 1), interpretata da Lucia Ocone.
- Valerio Tempesta (stagione 2), interpretato da Marco Bonini.
- Gildo Giuliani (stagione 2), interpretato da Giancarlo Magalli.
- Serena D'Ambrosio (stagione 2), interpretata da Roberta Giarrusso.
- Gianni (stagione 2), interpretato da Danilo Brugia.
- Akina (stagione 2), interpretata da Natasha Stefanenko.

### Guest star
Tra le guest star della prima stagione: Max Pisu, Max Tortora, Maria Amelia Monti, Amanda Lear, Andy Luotto, Daniela Fazzolari, Michelangelo Tommaso, Monica Scattini, Robert Madison e Ugo Dighero.
Tra le guest star della seconda stagione: Amanda Lear, Luigi Diberti, Anita Zagaria, Adriano Pantaleo, Paola Tiziana Cruciani, Paolo Triestino, Adelmo Togliani, Gino Rivieccio, Augusto Fornari, Marco Masini e Tiberio Timperi.